# Осники (Ярославская область)
Осники — деревня в Глебовском сельском округе Глебовского сельского поселения Рыбинского района Ярославской области.
Деревня расположена в восточной части Глебовского сельского поселения, примерно в 2 км на юг от автомобильной дороги с автобусным сообщением Рыбинск—Глебово. В деревне Карелино от магистальной дороги ответвляется дорога на юг к посёлку Тихменево, которая проходит примерно в 1 км к востоку от деревни Осники. Деревня стоит на небольшом поле, в окружении лесов. Небольшие ручьи и мелиоративные канавы в окрестностях деревни являются правыми притоками реки Юга .
Деревня Осинкова указана на плане Генерального межевания Рыбинского уезда 1792 года.
На 1 января 2007 года в деревне числилось 2 постоянных жителя . Почтовое отделение, расположенное в посёлке Тихменево, обслуживает в деревне Осники 22 дома .